# Audrey Robichaud
Audrey Robichaud (Quebec, 5 mei 1988) is een Canadese freestyleskiester. Ze vertegenwoordigde haar vaderland op de Olympische Winterspelen 2006 in Turijn, op de Olympische Winterspelen 2014 in Sotsji en op de Olympische Winterspelen 2018 in Pyeongchang.

## Carrière
Bij haar wereldbekerdebuut, in januari 2005 in Mont Tremblant, scoorde Robichaud direct haar eerste wereldbekerpunten. Een maand later behaalde ze in Inawashiro haar eerste toptienklassering in een wereldbekerwedstrijd. In januari 2011 stond de Canadese in Lake Placid voor de eerste keer in haar carrière op het podium van een wereldbekerwedstrijd. Op 19 februari 2012 boekte ze in Naeba haar eerste wereldbekerzege.
Robichaud nam in haar carrière vijf keer deel aan de wereldkampioenschappen freestyleskiën. Haar beste prestatie was de vijfde plaats op het onderdeel dual moguls tijdens de wereldkampioenschappen freestyleskiën 2011 in Deer Valley.
Tijdens de Olympische Winterspelen van 2006 in Turijn eindigde Robichaud als achtste op het onderdeel moguls. Acht jaar later eindigde ze in Sotsji als tiende op het onderdeel moguls. Tijdens de Olympische Winterspelen van 2018 in Pyeongchang eindigde de Canadese als negende op het onderdeel moguls.

## Resultaten

### Olympische Spelen
| Jaar | Plaats      | Resultaten |
| ---- | ----------- | ---------- |
| 2006 | Turijn      | 8e Moguls  |
| 2014 | Sotsji      | 10e Moguls |
| 2018 | Pyeongchang | 9e Moguls  |

### Wereldkampioenschappen
| Jaar | Plaats               | Resultaten                 |
| ---- | -------------------- | -------------------------- |
| 2007 | Madonna di Campiglio | 16e Moguls                 |
| 2011 | Deer Valley          | 5e Dual Moguls 10e Moguls  |
| 2013 | Voss                 | 9e Dual Moguls 11e Moguls  |
| 2015 | Kreischberg          | 8e Dual Moguls             |
| 2017 | Sierra Nevada        | DNF Dual Moguls 18e Moguls |

### Wereldbeker
Eindklasseringen
| Seizoen   | Algm | MO    |
| --------- | ---- | ----- |
| 2004/2005 | 72e  | 24e   |
| 2005/2006 | 41e  | 14e   |
| 2006/2007 | 39e  | 16e   |
| 2007/2008 | 33e  | 12e   |
| 2008/2009 | 44e  | 13e   |
| 2009/2010 | 39e  | 13e   |
| 2010/2011 | 11e  | Brons |
| 2011/2012 | 18e  | 6e    |
| 2012/2013 | 33e  | 9e    |
| 2013/2014 | 71e  | 13e   |
| 2014/2015 | 13e  | 4e    |
| 2015/2016 | 30e  | 7e    |
| 2016/2017 | 43e  | 8e    |
| 2017/2018 | 45e  | 9e    |

Wereldbekerzeges
| Datum            | Plaats     | Onderdeel   |
| ---------------- | ---------- | ----------- |
| 19 februari 2012 | Naeba      | Dual Moguls |
| 23 februari 2013 | Inawashiro | Moguls      |